# 迪森特冰川
77°51′S 162°52′E / 77.850°S 162.867°E
迪森特冰川（英語：Descent Glacier）是南極洲的冰川，位於維多利亞地的斯科特海岸，流經布里格斯山和康迪特冰川之間，最終注入費拉爾冰川，由英國的探險隊命名，現時由南極條約體系管理。